# 세사미놀
세사미놀(sesaminol)은 깨에 있는 성분이다. 깨에 있는 세사몰린은 기름을 만드는 과정에서 세사미놀로 바뀐다.   

## 효능
항산화작용이 강력하며 체내에서 과산화지질 증가를 억제하고 세포의 노화 방지, 암예방에 효과적이다. 또 동맥경화의 원인인 나쁜 콜레스테롤 증가를 막고 뇌혈관 장애를 예방하는 데도 도움이 된다. 또한 간기능을 향상시키고 숙취를 방지한다.  

## 음식
세사미놀이 풍부한 음식으로는 참기름 및 깨이다. 